# Effet Hall quantique entier
Pour les articles homonymes, voir quantique.
L'effet Hall quantique entier est une version en mécanique quantique de l'effet Hall mise en évidence en 1980 par le physicien allemand Klaus von Klitzing. Cette découverte a eu d'importantes applications dans le développement des semi-conducteurs et en métrologie, notamment dans la détermination de la constante de structure fine.
Le phénomène est observé dans un système d'électrons bidimensionnel à basse température et sujet à un fort champ magnétique, où la conductivité de Hall σ suit des transitions quantiques de Hall pour prendre des valeurs quantifiées
{\displaystyle \sigma ={\frac {I_{canal}}{V_{Hall}}}=\nu {\frac {e^{2}}{h}},}
où {\displaystyle I_{canal}} est le courant de canal appliqué au système, {\displaystyle V_{Hall}}, le potentiel de Hall induit, {\displaystyle e}, la charge élémentaire et {\displaystyle h}, la constante de Planck. Le terme {\displaystyle \nu } est connu sous le nom de « facteur de remplissage », et peut prendre une valeur soit entière positive ({\displaystyle \nu =} 1, 2, 3...) ou fractionnaire ({\displaystyle \nu =} 1/3, 2/5, 3/7, 2/3, 3/5, 1/5, 2/9, 3/13, 5/2, 12/5...). L'effet Hall quantique est décrit comme entier ou fractionnaire si {\displaystyle \nu } prend des valeurs entières ou fractionnaires, respectivement.
La caractéristique intéressante de l'effet Hall quantique entier est la persistance de la quantification, i.e. la présence des plateaux de Hall, malgré de petites variations dans la densité électronique (voir localisation d'Anderson).
L'effet Hall quantique fractionnaire est plus complexe puisque son existence est fondamentalement reliée aux interactions électron-électron.
Il existe aussi un concept d'effet Hall quantique de spin qui est analogue à l'effet Hall quantique, mais où le courant est un courant de spin plutôt qu'un courant de charges.

## Applications
La quantification de la conductivité de Hall a la propriété importante d'être excessivement précise. Des mesures expérimentales de cette conductivité se sont révélées être des multiples entiers ou fractionnaires de e2/h à une précision de près de 10-12. Ce phénomène, appelé « quantification exacte », se trouve être une manifestation du principe de l'invariance de jauge. Cette quantification a ainsi permis la création d'une nouvelle unité de mesure pour la résistance électrique donnée par la constante de von Klitzing RK = h/e2 =  25812.807557(18) Ω. Depuis 1990, une valeur conventionnelle fixe de RK-90 est utilisée pour la calibration de résistances partout dans le monde. L'effet Hall quantique a aussi permis une détermination indépendante extrêmement précise de la constante de structure fine, une quantité d'importance fondamentale en électrodynamique quantique. 

## Historique
La quantification entière de la conductivité de Hall a initialement été prédite par Tsuneya Ando, Yukio Matsumoto et Yasutada Uemura en 1975, sur la base d'un calcul approximatif qu'ils ont eux-mêmes cru faux. Plusieurs chercheurs ont par la suite observé l'effet dans des expériences sur la couche d'inversion de MOSFETs. C'est seulement en 1980 que Klaus von Klitzing, qui travaillait au Laboratoire National des Champs Magnétiques Intenses de Grenoble avec des échantillons à base de silicium développés par Michael Pepper et Gerhard Dorda, fait la découverte que la résistance de Hall est exactement quantifiée. Pour cette découverte, von Klitzing a reçu le Prix Nobel de physique de 1985. Le lien entre la quantification exacte et l'invariance de jauge a ensuite été trouvée par Robert Laughlin, qui a connecté la conductivité quantifiée à la quantification du transport de charges dans la pompe de charges de Thouless,. La plupart des expériences sur l'effet Hall quantique entier sont maintenant faites sur des structures d'arséniure de gallium bien que beaucoup d'autres matériaux semi-conducteurs puissent être utilisés. En 2007, l'effet Hall quantique entier a été trouvé dans le graphène à température ambiante, et dans l’oxyde ZnOMgxZn1-xO. 

## Description
L'effet Hall quantique apparaît dans un gaz d'électrons bi-dimensionnel soumis à une basse température et à un fort champ magnétique. Dans ces conditions, les électrons (d'un point de vue classique) suivent une trajectoire de cyclotron. Lorsque traité de façon quantique, ces orbites sont quantifiées. L'énergie de ces orbitales est alors décrite par des valeurs discrètes données par :
{\textstyle E_{n}=\hbar \omega _{c}(n+1/2)}
où {\displaystyle \hbar } est la constante de Planck réduite, {\displaystyle n} est un entier naturel et {\displaystyle \omega _{c}=eB/m} est la fréquence de cyclotron. Ces orbitales sont connues sous le nom de niveaux de Landau (voir quantification de Landau) et, à champ magnétique faible, leur existence donne naissance à d'intéressantes « oscillations quantiques » telles que les oscillations de l'effet Shubnikov-de Haas et l'effet de Haas-Van Alphen (qui est souvent utilisé pour cartographier la surface de Fermi de métaux). Pour de forts champs magnétiques, chaque niveau de Landau est hautement dégénéré (i.e. il y a beaucoup d'états à une particule qui possèdent la même énergie En). En effet, pour un échantillon de surface A, plongé dans un champ magnétique B, le degré de dégénérescence est
{\displaystyle N={\frac {g_{s}\,B\,A}{\phi _{0}}}}
où gs représente un facteur 2 pour la dégénérescence des spins et Φ0 ≈ 2 × 10-15 Wb est le quantum de flux magnétique. Pour un champ magnétique B assez fort, chaque niveau de Landau possède tellement d'états que tous les électrons libres du système se retrouvent dans seulement quelques-uns de ces niveaux ; c'est dans ce régime qu'il est possible d'observer l'effet Hall quantique entier.
La résistance de Hall RH est alors donnée par
{\displaystyle R_{H}={\frac {h}{n\cdot e^{2}}}}
où {\displaystyle h} est la constante de Planck, {\displaystyle n} est un entier naturel représentant le nombre de niveaux de Landau occupés et {\displaystyle e} est la charge de l'électron.

## Mathématiques

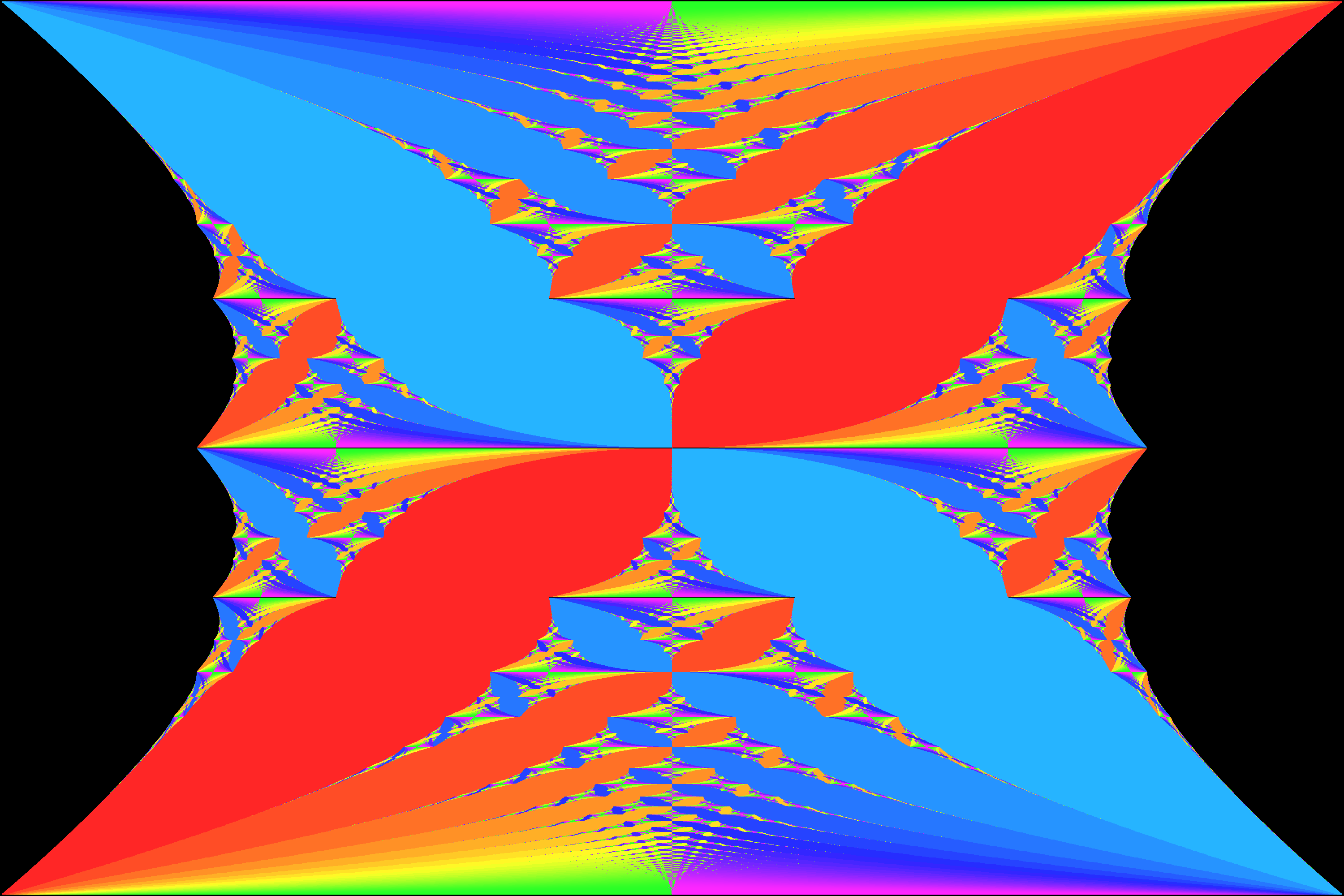
Papillon de Hofstadter. L'axe vertical est la force du champ magnétique et l'axe horizontal est le potentiel chimique, qui fixe la densité électronique. Les couleurs représentent les conductivités entières de Hall. Les couleurs chaudes sont pour les entiers positifs et les froides, pour les entiers négatifs.

Les entiers qui apparaissent dans l'effet Hall quantique sont des exemples de nombres topologiques quantiques. Ils sont aussi connus en mathématiques comme étant les premiers nombres de Chern et sont étroitement reliés à la phase géométrique. Un modèle intéressant dans ce contexte est le modèle de Azbel-Harper-Hofstadter dont le diagramme de phase quantique est le papillon de Hofstadter. Le diagramme de phase est fractal et a une structure sur toutes échelles. En présence de désordre, qui est la source des plateaux vus expérimentalement, ce diagramme est très différent et la structure fractale s'effondre.
Pour ce qui est des mécanismes physiques, les impuretés et/ou les états particuliers (e.g. courants de surface) sont importants pour l'effet Hall quantique entier et fractionnaire. Aussi, l'interaction de Coulomb est essentielle dans l'effet Hall quantique fractionnaire, mais est souvent négligée dans les calculs de l'effet Hall quantique entier.